# 小澤朝子
小澤 朝子（おざわ あさこ）は、東京都台東区出身の日本の実業家、エッセイスト。元大韓航空客室乗務員、KLMオランダ航空客室乗務員。

## 人物
- OESアカデミー 学院長
- オーイーエスインターナショナル株式会社代表取締役

　登録支援機関認定　19-000859
- 一般社団法人ハイレンラボ 代表理事
- 株式会社夢サポート取締役

　有料職業紹介12-ユ-300799
- 趣味はワイン、社交ダンス
- 特技は語学、オセロ

## 経歴
1981年4月、大韓航空日本人客室乗務員として入社。アジア太平洋路線をフライト。
1981年11月、KLMオランダ航空入社。日本人客室乗務員として、成田-アムステルダム間を北回りアンカレッジ経由と南回りマニラ、バンコク、ドバイ、アテネ経由をフライト。
大学生時代より自宅で英語を教えていたこともあり、1991年KLM退社と同時にOESアカデミーを設立。
英語の指導のほか、客室乗務員の経験を生かし、客室乗務員を目指す学生の受験対策を始める。
イカロス出版のスチュワーデスマガジン（現：エアステージ）のコラム『マナーの極意』、英会話連載に携わる。
また、官公庁や企業の接遇マナー研修、社員研修、マスコミなどでも活躍している。
大阪観光大学では、客員教授として学生を指導。
OESアカデミーでは、各国のエアラインより客室乗務員採用試験の協力依頼を受ける。
- 採用窓口実績

カタール航空、エミレーツ航空、エティハド航空、サウジアラビア航空、ジェットスターアジア航空、エアアジア、スクート

## 研修先実績
- 日赤赤十字社医療センター
- ANAクラウンプラザホテル成田
- ホテルWBF
- 松戸市役所
- 我孫子市教育委員会
- 千葉県庁
- 東京都庁
- CAC化粧品
- パルシステム
- 椙山女学園大学
- 金城学院大学
- 麗澤大学
- 名城大学
- 中央学院大学

## 取材・テレビ（ラジオ）出演
- 朝日新聞
- 毎日新聞
- 読売新聞
- テレビ朝日-グッド！モーニング、料理バンザイ[1]（KLMオランダ航空のファーストクラスの食事紹介）
- NHK-ニュースウオッチ9
- TBSテレビ-週刊！健康カレンダー カラダのキモチ、イブニングワイド
- FM山形
- チバテレビ-ナイツのHIT商品会議室
- 渋谷クロスFM
- フジテレビ-オールスター家族対抗歌合戦[2]（優勝者へ花束贈呈）、3時のあなた[3]（オランダのチューリップに関して）

## 主な著書
- 外資系CA面接で役に立つ CA英語面接のポイント 	2018/09/29　ISBN　9784798053035　秀和システム[4]
- フライトの現場ですぐに役立つ CA乗務スキルのポイント　	2017/07/05　ISBN　9784798051666　秀和システム[4]